# 薩爾達·威廉斯
薩爾達·瑞·威廉斯（英語：Zelda Rae Williams，出生于美国纽约，1989年7月31日— ）是一位美国女演员，她是美国著名喜剧明星羅賓·威廉斯（Robin Williams）与其第二任妻子玛莎·贾希丝（Marsha Garces）的女儿。
她的名字塞尔达（Zelda）源自她父亲羅賓·威廉斯对任天堂著名游戏系列《薩爾達傳說》的热爱，他将游戏中的薩爾達公主（Princess Zelda）作为女儿的名字。后来羅賓·威廉斯在采访时表示其实想出这个主意的是他的大儿子Zachary。
薩爾達·威廉斯获得的首个参演重要角色的机会是在2004年上映的《心碎往事》（House of D）中饰演梅丽莎·萝吉娅（Melissa Loggia）。她曾在2007年被美国《人物》杂志评为“100位最美丽的人物”之一。

## 早期生活
薩爾達·威廉斯出生于美国纽约市，她是羅賓·威廉斯与其第二任妻子玛莎‧贾希丝所生的第一个孩子；她还有一个同父异母的哥哥扎卡里·皮姆·威廉斯（Zachary Pym Williams，1983年4月11日- ）和一个胞弟科迪·艾倫·威廉斯（Cody Alan Williams，1991年11月25日- ）。后来，她随家庭从旧金山的老家搬到了洛杉矶。

## 出演作品
| 年份 | 片名                     | 角色                              | 备注                                      |
| ---- | ------------------------ | --------------------------------- | ----------------------------------------- |
| 1994 | In Search of Dr. Seuss   | 女儿                              | 电视电影                                  |
| 1995 | Nine Months              | Little Girl No. 3 in Ballet Class |                                           |
| 2004 | House of D               | Melissa Loggia                    |                                           |
| 2008 | Were the World Mine      | Frankie                           |                                           |
| 2009 | Don't Look Up            | Matya                             |                                           |
| 2009 | Luster                   | Victor                            |                                           |
| 2009 | Detention                | 莎拉                              |                                           |
| 2010 | A Beer Tale              | Kelly Martinson                   |                                           |
| 2011 | Stupid Questions         | 露茜                              |                                           |
| 2012 | Noobz                    | Rickie                            |                                           |
| 2012 | Checked Out (Web Series) | Marissa                           |                                           |
| 2013 | Never                    | 妮琪                              |                                           |
| 2014 | 降世神通：珂拉傳說       | Kuvira                            | 电视动画配音 第三卷，第8集、第12集 第四卷 |
| 2015 | 忍者神龟                 | Mona Lisa                         | 电视动画配音                              |

## 个人喜好
- 《薩爾達傳說 穆修拉的假面》是她最愛的电子游戏。她曾在2014年E3游戏展期间的《任天堂明星大乱斗 Wii U》锦标赛中，携带穆修拉的假面道具参加明星赛。